# كوبيابو (تشيلي)
كوبيابو (بالإسبانية: Copiapó)‏ هي بلدية تقع في تشيلي في Copiapó Province.[بحاجة لمصدر] يقدر عدد سكانها بـ 158,438 نسمة ومساحتها 16,681.3 كم2 وترتفع عن سطح البحر 383 متر.

## المناخ
يظهر الجدول التالي التغييرات المناخية على مدار السنة لكوبيابو:
| البيانات المناخية لـكوبيابو                           | البيانات المناخية لـكوبيابو | البيانات المناخية لـكوبيابو | البيانات المناخية لـكوبيابو | البيانات المناخية لـكوبيابو | البيانات المناخية لـكوبيابو | البيانات المناخية لـكوبيابو | البيانات المناخية لـكوبيابو | البيانات المناخية لـكوبيابو | البيانات المناخية لـكوبيابو | البيانات المناخية لـكوبيابو | البيانات المناخية لـكوبيابو | البيانات المناخية لـكوبيابو | البيانات المناخية لـكوبيابو |
| الشهر                                                 | يناير                       | فبراير                      | مارس                        | أبريل                       | مايو                        | يونيو                       | يوليو                       | أغسطس                       | سبتمبر                      | أكتوبر                      | نوفمبر                      | ديسمبر                      | المعدل السنوي               |
| ----------------------------------------------------- | --------------------------- | --------------------------- | --------------------------- | --------------------------- | --------------------------- | --------------------------- | --------------------------- | --------------------------- | --------------------------- | --------------------------- | --------------------------- | --------------------------- | --------------------------- |
| الدرجة القصوى °م (°ف)                                 | 33.8 (92.8)                 | 31.6 (88.9)                 | 32.4 (90.3)                 | 31.8 (89.2)                 | 31.4 (88.5)                 | 33.4 (92.1)                 | 32.8 (91.0)                 | 34.0 (93.2)                 | 32.7 (90.9)                 | 32.4 (90.3)                 | 32.2 (90.0)                 | 31.4 (88.5)                 | 34.0 (93.2)                 |
| متوسط درجة الحرارة الكبرى °م (°ف)                     | 27.5 (81.5)                 | 27.5 (81.5)                 | 26.1 (79.0)                 | 23.5 (74.3)                 | 21.3 (70.3)                 | 19.6 (67.3)                 | 19.3 (66.7)                 | 20.3 (68.5)                 | 21.8 (71.2)                 | 23.3 (73.9)                 | 24.7 (76.5)                 | 26.4 (79.5)                 | 23.4 (74.1)                 |
| المتوسط اليومي °م (°ف)                                | 22.2 (72.0)                 | 22.0 (71.6)                 | 20.6 (69.1)                 | 18.2 (64.8)                 | 16.1 (61.0)                 | 14.5 (58.1)                 | 14.0 (57.2)                 | 14.9 (58.8)                 | 16.3 (61.3)                 | 17.7 (63.9)                 | 19.1 (66.4)                 | 21.0 (69.8)                 | 18.0 (64.4)                 |
| متوسط درجة الحرارة الصغرى °م (°ف)                     | 15.5 (59.9)                 | 14.9 (58.8)                 | 14.0 (57.2)                 | 11.9 (53.4)                 | 9.6 (49.3)                  | 7.8 (46.0)                  | 7.3 (45.1)                  | 8.2 (46.8)                  | 9.5 (49.1)                  | 10.8 (51.4)                 | 12.5 (54.5)                 | 14.3 (57.7)                 | 11.3 (52.3)                 |
| أدنى درجة حرارة °م (°ف)                               | 7.0 (44.6)                  | 2.5 (36.5)                  | 1.4 (34.5)                  | 3.4 (38.1)                  | 0.4 (32.7)                  | −0.6 (30.9)                 | −2.0 (28.4)                 | −0.6 (30.9)                 | 0.8 (33.4)                  | 0.6 (33.1)                  | 1.5 (34.7)                  | 2.4 (36.3)                  | −2.0 (28.4)                 |
| الهطول مم (إنش)                                       | 0.0 (0.0)                   | 0.1 (0.00)                  | 1.2 (0.05)                  | 1.0 (0.04)                  | 1.5 (0.06)                  | 5.6 (0.22)                  | 5.6 (0.22)                  | 3.4 (0.13)                  | 0.3 (0.01)                  | 0.1 (0.00)                  | 0.0 (0.0)                   | 0.0 (0.0)                   | 18.8 (0.74)                 |
| متوسط أيام هطول الأمطار                               | 0.0                         | 0.0                         | 0.2                         | 0.2                         | 0.5                         | 0.8                         | 0.6                         | 0.4                         | 0.3                         | 0.1                         | 0.1                         | 0.0                         | 3.2                         |
| متوسط الرطوبة النسبية (%)                             | 60                          | 61                          | 63                          | 66                          | 67                          | 66                          | 65                          | 65                          | 63                          | 61                          | 60                          | 59                          | 63                          |
| ساعات سطوع الشمس الشهرية                              | 294.5                       | 259.9                       | 263.5                       | 201.0                       | 198.4                       | 192.0                       | 217.0                       | 220.1                       | 237.0                       | 269.7                       | 276.0                       | 291.4                       | 2٬920٫5                     |
| ساعات سطوع الشمس اليومية                              | 9.5                         | 9.2                         | 8.5                         | 6.7                         | 6.4                         | 6.4                         | 7.0                         | 7.1                         | 7.9                         | 8.7                         | 9.2                         | 9.4                         | 8.0                         |
| المصدر #1: Dirección Meteorológica de Chile           |                             |                             |                             |                             |                             |                             |                             |                             |                             |                             |                             |                             |                             |
| المصدر #2: Universidad de Chile (sunshine hours only) |                             |                             |                             |                             |                             |                             |                             |                             |                             |                             |                             |                             |                             |

## توأمة
لكوبيابو (تشيلي) اتفاقيات توأمة مع كل من:
- سانتياغو ديل استيرو
- سان فرناندو ديل فالي دي كاتاماركا
- قرطبة
- لا ريوخا
- جيوجيانغ
- نانتشانغ
- بينغشيانغ
- Coronel Felipe Varela Department [الإنجليزية]‏
- كاستيون دي لا بلانا

## أعلام
- أدان غودوي
- راؤول تورو خوليو
- مارسيلو فيغا
- خوان غودوي
- أوزفالدو كاسترو
- فرانكلين لوبوس